# Lafayette (Minnesota)
Lafayette – miasto w Stanach Zjednoczonych, w stanie Minnesota, w hrabstwie Nicollet.